# Поги
По́ги (фин. Pohi) — деревня в Форносовском городском поселении Тосненского района Ленинградской области.

## История
На шведской «Генеральной карте провинции Ингерманландии» 1704 года, составленной по материалам 1678 года, упоминается деревня Pöhilo.
Как деревня Напоги она обозначена на карте Ингерманландии А. Ростовцева 1727 года.
На карте Санкт-Петербургской губернии Ф. Ф. Шуберта 1834 года упомянута деревня Поги, состоящая из 22 дворов.

ПОГИ — деревня принадлежит Буксгевдена, графа, наследникам, число жителей по ревизии: 72 м. п., 75 ж. п. (1838 год)

В пояснительном тексте к этнографической карте Санкт-Петербургской губернии П. И. Кёппена 1849 года она записана как деревня Pohi (Поги) и указано количество её жителей на 1848 год: эвремейсов — 72 м. п., 74 ж. п., всего 146 человек. Деревня входила в лютеранский приход Лииссиля.
На карте профессора С. С. Куторги 1852 года обозначена деревня Поги из 22 дворов.

ПОГИ — деревня господина Вонлярлярского, по просёлочной дороге, число дворов — 30, число душ — 71 м. п. (1856 год)

Согласно «Топографической карте частей Санкт-Петербургской и Выборгской губерний» 1860 года деревня Поги состояла из 38 дворов. В деревне была ветряная мельница и постоялый двор.

ПОГИ — деревня владельческая при пруде и колодце, число дворов — 23, число жителей: 85 м. п., 93 ж. п.

Новолисинское волостное правление (1862 год)

В 1866—1867 годах временнообязанные крестьяне деревни выкупили свои земельные наделы у Н. П. Вонляровской и стали собственниками земли.

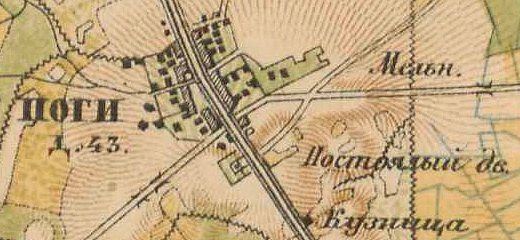
План деревни Поги. 1885 год

В 1885 году деревня Поги насчитывала 43 двора.
Согласно материалам по статистике народного хозяйства Царскосельского уезда 1888 года имение при деревне Поги площадью 223 десятины принадлежало местному крестьянину С. П. Пеккюне, оно было приобретено в 1878 году за 6696 рублей.
В конце XIX века деревня административно относилась к Лисинской волости 1-го стана Царскосельского уезда Санкт-Петербургской губернии, в начале XX века — 4-го стана. По приходским данным население деревни было исключительно финским.
К 1913 году количество дворов в деревне Поги увеличилось до 49.
С 1917 по 1922 год деревня Поги входила в состав Погинского сельсовета Лисинской волости Детскосельского уезда.
С 1923 года в составе Троцкого уезда.
Согласно данным переписи населения СССР 1926 года в деревне Поги проживали 355 человек — большинство финны, а также русские.
С 1927 года в составе Детскосельского района.
С 1930 года в составе Тосненского района.

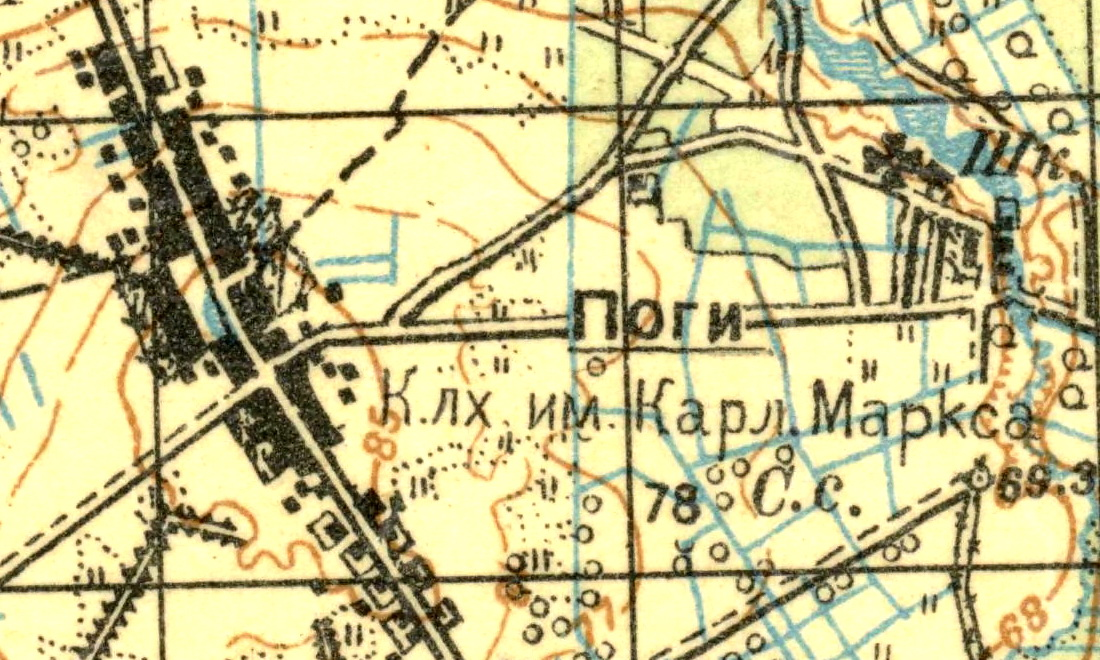
План деревни Поги. 1931 год

Согласно топографической карте 1931 года деревня насчитывала 78 дворов, в деревне находился сельсовет и был организован колхоз имени Карла Маркса.
По данным 1933 года деревня Поги являлась административным центром Погинского финского национального сельсовета Тосненского района, в который входили 14 населённых пунктов: деревни Кайболово, Кирпулово, Куньголово, Лорвино, Новая, Ново-Лисено, Пери, Поги, Рамболово, Рынделево, Рянкелово, Холынково, Шумба и хутор Красная Горка, общей численностью 2470 человек.
По данным 1936 года в состав Погинского сельсовета входили 16 населённых пунктов, 501 хозяйство и 11 колхозов.

План деревни Поги. 1939 год

Согласно топографической карте 1939 года деревня насчитывала 51 двор.
Деревня была освобождена от немецко-фашистских оккупантов 27 января 1944 года.
С 1965 года в составе Фёдоровского сельсовета. В 1965 году население деревни Поги составляло 274 человека.
По данным 1966, 1973 и 1990 годов деревня Поги также входила в состав Фёдоровского сельсовета.
В 1997 году в деревне Поги Фёдоровской волости проживали 270 человек, в 2002 году — 251 человек (русские — 76 %).
В 2007 году в деревне Поги Форносовского ГП — 225 человек.

## География
Деревня находится в северо-западной части района на автодороге 41К-176 (Павловск — Косые Мосты) в месте примыкания к ней автодороги 41К-170 (Поги — Новолисино).
Расстояние до административного центра поселения — 5 км.
Расстояние до ближайшей железнодорожной платформы 51 км — 1.5 км, до узловой железнодорожной станции Новолисино — 5 км.

## Демография
| 1862 | 2007 | 2010 | 2017 |
| ---- | ---- | ---- | ---- |
| 178  | ↗225 | ↘204 | ↗209 |

## Фото

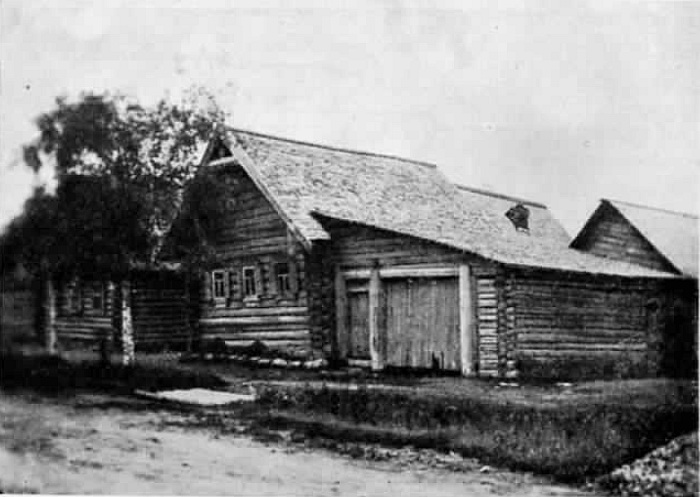
Деревня Поги. 1911 год

## Улицы
Железнодорожная, Центральная, Церковная.